# Mugma
Mugma là một thị trấn thống kê (census town) của quận Dhanbad thuộc bang Jharkhand, Ấn Độ.

## Địa lý
Mugma có vị trí 23°46′B 86°44′Đ / 23,77°B 86,73°Đ Nó có độ cao trung bình là 132 mét (433 feet).

## Nhân khẩu
Theo điều tra dân số năm 2001 của Ấn Độ, Mugma có dân số 2978 người. Phái nam chiếm 56% tổng số dân và phái nữ chiếm 44%. Mugma có tỷ lệ 54% biết đọc biết viết, thấp hơn tỷ lệ trung bình toàn quốc là 59,5%: tỷ lệ cho phái nam là 66%, và tỷ lệ cho phái nữ là 39%. Tại Mugma, 13% dân số nhỏ hơn 6 tuổi.